# Portland (Schiff, 1890)
Die Portland war ein 1890 in Dienst gestelltes Passagierschiff der amerikanischen Reederei Portland Steam Packet Company, das im Passagier- und Frachtverkehr zwischen Portland in Maine und Boston in Massachusetts eingesetzt wurde. Am 26. November 1898 sank das Schiff an der Küste von Massachusetts in einem schweren Sturm, wobei alle 192 Menschen an Bord ums Leben kamen. Der Sturm wurde nach dem Schiff benannt und ging als Portland Gale (zu Deutsch „Portland-Sturm“) in die Geschichte ein. Der Untergang der Portland ist zudem eines der bisher schwersten Schiffsunglücke an der Küste von Neuengland und wird von Einheimischen auch „die Titanic von Neuengland“ genannt.

## Das Schiff

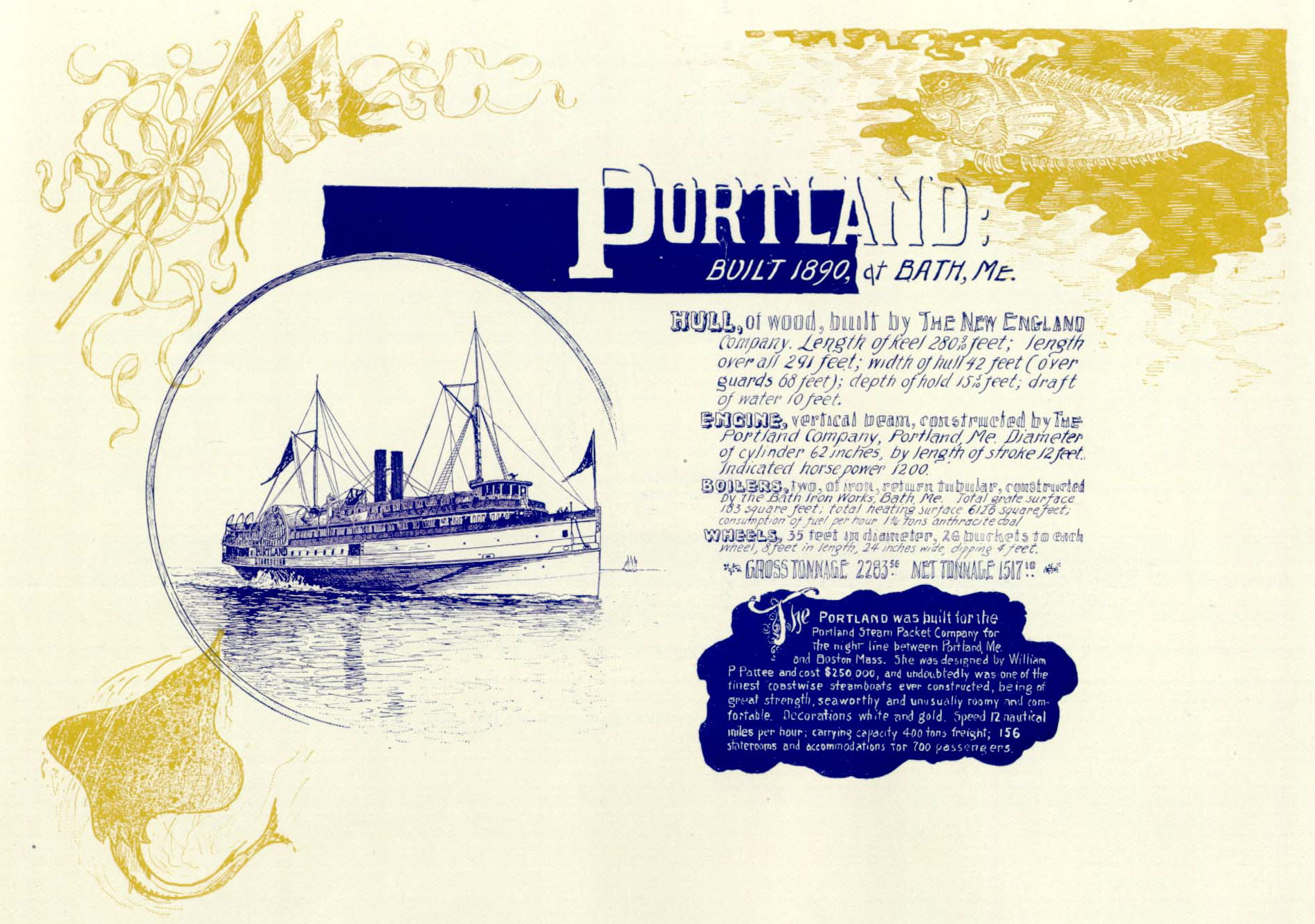
Zeitgenössische Beschreibung der Portland (um 1895)

Die 2.284 BRT große Portland wurde 1889 von der in Bath im US-Bundesstaat Maine ansässigen Schifffahrtsgesellschaft Portland Steam Packet Company (später New England Shipbuilding Company) in Auftrag gegeben und von der Werft New England Shipbuilding Corporation gebaut. Sie war das größte Schiff ihrer Reederei und eines der größten und luxuriösesten Passagierschiffe Neuenglands. Ihr Rumpf war aus Holz gebaut und sie verfügte über zwei Schaufelräder. Die Portland beförderte Passagiere und Fracht in einem täglichen Rhythmus von Portland nach Boston, wobei sie jeden Abend um 19 Uhr an der Pier India Wharf in Portland ablegte und am darauf folgenden Morgen wieder in Portland einlief. Sie bediente diese Strecke zusammen mit dem Schiff Bay State. Für die etwa 100 Meilen lange Strecke benötigte der Dampfer acht bis neun Stunden. Die Passage kostete 1 US-Dollar pro Person.

## Portland Gale
Die später als The Portland Gale bezeichnete Naturkatastrophe war ein Sturm, der am 26. und 27. November 1898 die Küste von Neuengland heimsuchte. Er entstand an der Küste von Virginia, als zwei Tiefdruckgebiete aufeinander trafen und nach Norden wanderten. In Cohasset im Bundesstaat Massachusetts schlugen mehr als drei Meter hohe Sturmfluten an die Küste und auf Nantucket erreichten die Winde Hurrikan-Ausmaße. Dutzende Häuser wurden zerstört, auch zahlreiche Straßen, Eisenbahnstrecken und Telefonleitungen wurden schwer beschädigt. Die Achterbahn in Hull und der Hafen von Duxbury waren in Mitleidenschaft gezogen worden. Insgesamt 141 Schiffe und Boote wurden durch den Sturm versenkt und 456 Menschen kamen ums Leben. Der Sturm hatte außerdem eine Änderung des Flusslaufs des North River zur Folge, der sich nun in der Nähe der Stadt Scituate teilte.

## Untergang vor Cape Ann
Am Sonnabend, dem 26. November 1898 legte die Portland in Portland um 19.07 Uhr unter dem Kommando von Kapitän Hollis H. Blanchard zu einer weiteren Überfahrt nach Boston ab. Es war der Sonnabend nach Thanksgiving. Sie hatte 127 Passagiere und 65 Besatzungsmitglieder an Bord. Während der Abfahrt herrschten Schneefall und starke Windböen. Aufgrund des schlechten Wetters kehrten viele Schiffe, die in Portland ausliefen, in den Hafen zurück und warteten eine Besserung der Wetterlage ab. Kapitän Blanchard ließ die Fahrt fortsetzen. Unter den Passagieren auf dieser Fahrt war die Sopranistin Emily Cobb, die am folgenden Tag in der First Parish Church in Portland singen sollte, sowie Elias Dudley Freeman, ein prominenter Anwalt, Mitglied des Governor’s Council und ehemaliger Senator für den Bundesstaat Maine.
Zuletzt wurde die Portland gegen 21 Uhr von dem Schoner Maude S zwischen Thatcher’s Island und Eastern Point, etwa 30 Meilen nordöstlich von Boston, gesehen. Sie passierte Cape Ann in der Nähe der Stadt Gloucester. Ihre Decksaufbauten wiesen bereits starke Sturmschäden auf. Kurz danach geriet das Schiff in die Ausläufer eines Schneesturms, der von heftigen Starkwinden begleitet wurde, und verschwand. Der Dampfer war nicht mit drahtloser Telegrafie ausgestattet, daher konnte kein Notruf an andere Schiffe abgesetzt werden.
Keiner der 192 Menschen an Bord überlebte die Tragödie. Da es keine Überlebenden gab, konnten die genauen Umstände des Untergangs nie geklärt werden. Es wird davon ausgegangen, dass sich das Unglück zwischen 21 und 22 Uhr ereignet hatte, da sämtliche Armbanduhren der später geborgenen Toten in diesem Zeitraum stehen geblieben waren. Eine der Vermutungen war, dass die Portland auf die als sehr gefährlich geltenden Klippen von Peaked Hill Bars aufgelaufen sei. Die Gegend um dieses Riff wurde auch Graveyard of New England („Friedhof von Neuengland“) genannt.
Am Morgen des darauf folgenden Tages fiel auf, dass das Schiff nicht nach Portland zurückgekehrt war. Zum selben Zeitpunkt wurden an Cape Cod die ersten Leichen an Land gespült. Den Familien der Passagiere und Besatzungsmitglieder wurde trotzdem mitgeteilt, dass es keinen Grund zur Sorge gebe. Um 5.45 Uhr am 27. November wurden in jener Gegend Signale eines Schiffshorns gehört, sie konnten aber keinem Schiff zugeordnet werden. Einige hielten dies für die Portland. Zwischen High Head und Chatham wurden in den Tagen und Wochen nach der Katastrophe zahlreiche Trümmer angespült. Es fiel auf, dass sich weder Rettungsboote noch Rettungsflöße darunter befanden. Insgesamt 40 Leichen wurden geborgen, die übrigen blieben verschwunden. Die Entscheidung von Kapitän Blanchard, trotz des offensichtlich schlechten Wetters die Fahrt fortzusetzen und nicht in den Hafen von Portland zurückzukehren, wurde hinterher schwer kritisiert.
Der Untergang der Portland ist eines der bisher schwersten Schifffahrtsunglücke an der Küste von Neuengland und wird auch „die Titanic von Neuengland“ genannt. Die Stadt Portland war schwer getroffen, da sich viele bekannte Bürger an Bord befanden, darunter Lehrer, Ladeninhaber und Angehörige prominenter Familien.

## Das Wrack
Das Wrack der Portland liegt im Wasserschutzgebiet Stellwagen Bank National Marine Sanctuary, das sich zwischen Cape Ann und Cape Cod erstreckt. Es war lange unentdeckt und wurde erst 2002 durch Mitarbeiter der US-amerikanischen Wetter- und Ozeanografiebehörde National Oceanic and Atmospheric Administration (NOAA) gefunden. Der Meeresboden der Stellwagen Bank wurde mittels der American Underwater Search and Survey abgesucht, wodurch schließlich die Überreste des Schiffs identifiziert werden konnten. Im September 2003 kehrte ein Forschungsteam der NOAA zusammen mit Mitarbeitern des National Undersea Research Center at the University of Connecticut (NURC-UConn) und mit einem Kamerateam zum Wrack zurück, um es im Rahmen einer TV-Dokumentation für den US-Fernsehsender The Science Channel zu filmen und zu fotografieren.
Im Herbst 2008 wurde das Wrack erstmals von Tauchern aufgesucht. Die fünf Männer aus Massachusetts unternahmen drei zehn bis 15 Minuten lange Tauchgänge zu dem Wrack, das in 140 Metern Tiefe liegt. Nach jedem Tauchgang musste eine vier Stunden lange Dekompression durchgeführt werden. Den Vorschriften des Stellwagen Bank National Marine Sanctuary entsprechend durften keine Fundstücke aus dem Wrack entnommen werden. Laut Aussage der Taucher wurden keine menschlichen Überreste gefunden. Die genaue Position der Portland bleibt unter Verschluss, um eine Plünderung des Wracks zu vermeiden.
Am 13. Januar 2005 wurde das Wrack der Portland in die Denkmalliste National Register of Historic Places (Registrierungsnummer 04001473) aufgenommen.